# آرامگاه و خانقاه شیخ ابواسحق
‏
آرامگاه و خانقاه ابواسحاق کازرونی مشهور به ایوان مرشدی محل خاک‌سپاری شیخ ابواسحاق کازرونی، بنیان‌گذار سلسلهٔ کازرونیه در کازرون است. این مکان همچنین خانقاه و پایگاه مرکزی سلسلهٔ کازرونیه بوده که نذورات پادشاهان و پیروان سلسلهٔ کازرونیه در ایران و کشورهایی نظیر هندوستان، چین و عثمانی به آنجا ارسال و گردآوری می‌شده‌است.
آرامگاه ابواسحاق کازرونی در طول تاریخ شاهد حوادث مهم و حضور افراد سرشناسی بوده است.

## موقعیت جغرافیایی
آرامگاه و خانقاه شیخ ابواسحاق کازرونی در محلهٔ تاریخی گنج‌آباد (کوزه‌گران فعلی) کازرون واقع شده است.

## پیشینه و تاریخ
ابواسحاق کازرونی، صوفی مشهور سده‌های چهارم و پنجم هجری، تصمیم داشت که اسلام را در منطقهٔ کازرون، که اکثریت مردم آن تا آن زمان بر آیین مزدیسنا باقی مانده بودند، توسعه و گسترش دهد و به همین علت شروع به تبلیغ و نشر دین کرد. او ابتدا در مسجد جامع کازرون به منبر رفت. اما به دلیل اخلال‌هایی که مخالفان در کارش به وجود آوردند، به ناچار از کازرون خارج شده و با ساخت محراب و سپس مسجدی سنگی در حومهٔ شهر به تبلیغ دین پرداخت. مخالفان او بارها این مسجد را تخریب کردند تا اینکه نهایتاً در سال ۳۷۱ هجری قمری یکی از مریدان او مسجدی را بنا کرد که به پایگاه اصلی سلسلهٔ کازرونیه تبدیل شد. این مسجد همان خانقاه و آرامگاه ابواسحاق کازرونی است.

### درگذشت ابواسحاق کازرونی
ابواسحاق کازرونی در سال ۴۲۶ هجری درگذشت و در این مکان به خاک سپرده شد.

### جایگاه

لوح مقبرهٔ شیخ ابواسحاق کازرونی

این مکان پایگاه اصلی سلسلهٔ بین‌المللی کازرونیه (مرشدیه) بوده که شعبات بسیاری در ایران، هندوستان، چین و عثمانی داشته است. در طول تاریخ افراد بسیاری رهبری این سلسله را در دست داشته‌اند که از جملهٔ آن‌ها می‌توان به شیخ عمر بن ابوالفرج کازرونی اشاره کرد. پیروان این سلسله از جمله پادشاهان، وزیران و مردم مناطق مختلف نذورات خود را به این مکان ارسال می‌کرده‌اند. 
شهرت و نفوذ شیخ ابواسحاق کازرونی در هند به حدی بود که علاءالدین خلجی، پادشاه دودمان خلجی در هندوستان پس از تصرف بندر کمبایه (خامبهات فعلی) محرابی در آن‌جا ساخته و اطرافش را آیات قرآن نوشته و به صورت تبرّک به مقبره شیخ ابواسحاق در کازرون فرستاد.
خاک مزار شیخ ابواسحاق برای تبرّک زائرانی که از قونیه به حجاز می‌رفتند و همچنین برای جلوگیری از غرق شدن کشتی‌ها استفاده می‌شد. اعتقاد مردم به مقبرهٔ او به حدی بود که خاک مزار او را تریاک اکبر می‌نامیدند.

### حمله مغولان
ابواسحاق کازرونی اینطور وصیت کرده بود:
هرگاه شما را حادثه‌ای پیش آید، تعرض به صندوق تربت من کنید تا آن بلیه مندفع گردد.
همین اتفاق هم افتاد و سلجوق‌شاه بن سلغر، اتابک فارس که علیه مغولان قیام کرده بود به آرامگاه شیخ ابواسحاق در کازرون پناه آورد و آن محل را سنگری علیه مغولان قرار داد. اما در نهایت از مغولان شکست سختی خورد. در این جنگ سلجوقشاه اسیر و کشته شد و مغولان نیز مردم کازرون را که به سلجوقشاه پناه داده بودند، قتل‌عام کردند.

### حضور افراد سرشناس
شاهرخ، پادشاه امپراتوری تیموری هرگاه که به جنوب ایران سفر می‌کرد، به زیارت آرامگاه شیخ ابواسحاق می‌آمد. این آرامگاه جایی‌است که خواجوی کرمانی مثنوی روضةالانوار را در مدت اقامتش در کازرون در سال ۷۴۳ هجری قمری در آن سرود.
امین‌الدین بلیانی که از مریدان ابواسحاق کازرونی بود، مسجد جامع مرشدی را گسترش داد.
ابن بطوطه در سفرنامه‌اش از سفر به کازرون و اقامت در آرامگاه شیخ ابواسحاق کازرونی سخن گفته است.
گفته می‌شود که شمعی تا دویست سال پس از مرگ شیخ ابواسحاق بر مزار او روشن بوده که نهایتاً به دلایلی توسط خواجه نصیرالدین طوسی خاموش شد.

### تخریب توسط صفویان
با به قدرت رسیدن دودمان صفوی، شاه اسماعیل صفوی که سلسلهٔ کازرونیه را رقیب و دشمن خود می‌دید، دستور تخریب تمام بناهای مربوط به این سلسله در ایران را صادر کرد. او شخصاً به کازرون لشکر کشید و پس از قتل بسیاری از پیروان این سلسله در کازرون و اطراف این شهر، آرامگاه و خانقاه ابواسحاق کازرونی را ویران کرد.

### بازسازی
این بنا در فاصلهٔ سال‌های ۱۳۵۶ تا ۱۳۵۹ توسط انجمن آثار ملی و به سرپرستی حسین جودت بازسازی و مرمت شد.

## ثبت ملی
این اثر در تاریخ ۲۶ آذر ۱۳۵۶ با شمارهٔ ثبت ۱۵۰۹ به‌عنوان یکی از آثار ملی ایران به ثبت رسید.

## مکان‌های همنام
شهرت شیخ ابواسحاق کازرونی در سراسر دنیای آن روز موجب احداث آرامگاه‌هایی نمادین برای او شد. برای مثال سلطان بایزید عثمانی در سال ۸۰۲ هجری قمری، مقبرهٔ نمادین شیخ ابواسحاق را برای طرفداران سلسلهٔ کازرونیه که در آن منطقه به اسحاقیه مشهور بود، بنا کرد. در دوره‌های بعد نیز سلطان محمد فاتح آن را بازسازی کرد. این بنا هنوز هم پابرجاست و به‌عنوان یکی از میراث فرهنگی کشور ترکیه نگهداری می‌شود. 
علاوه بر آن آرامگاهی نمادین از شیخ ابواسحاق کازرونی در شهر قونیه وجود دارد.

## نگارخانه

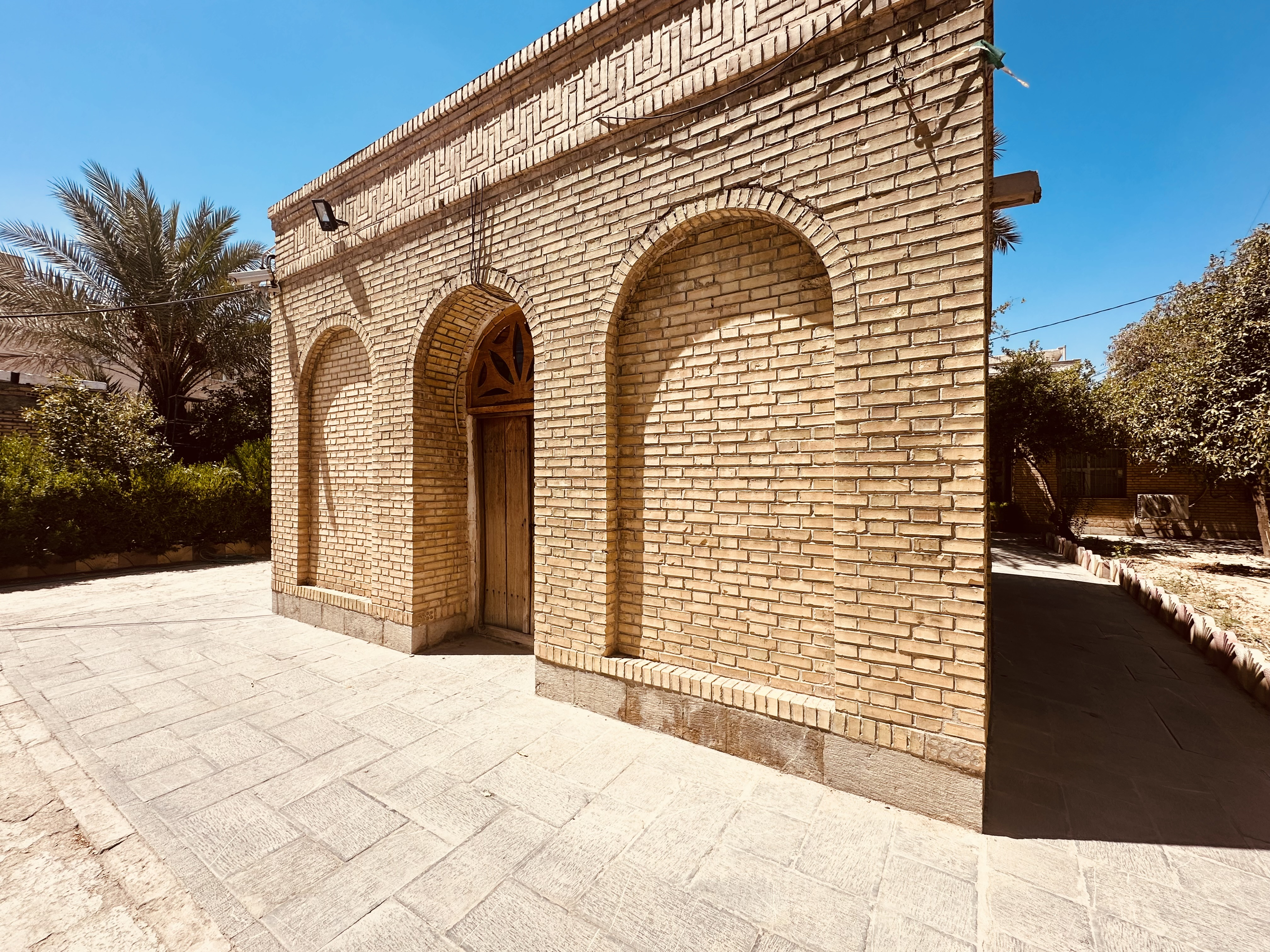
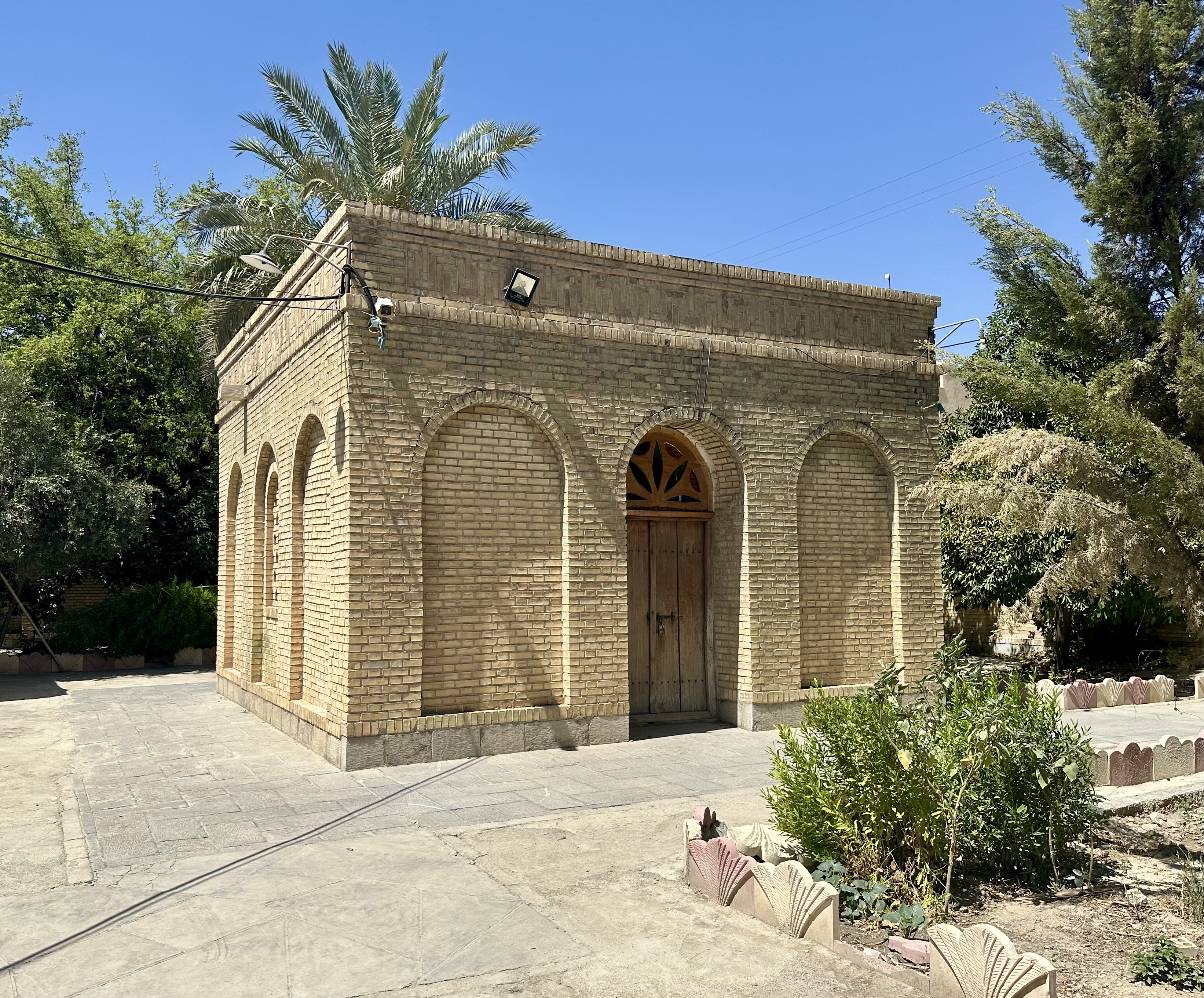
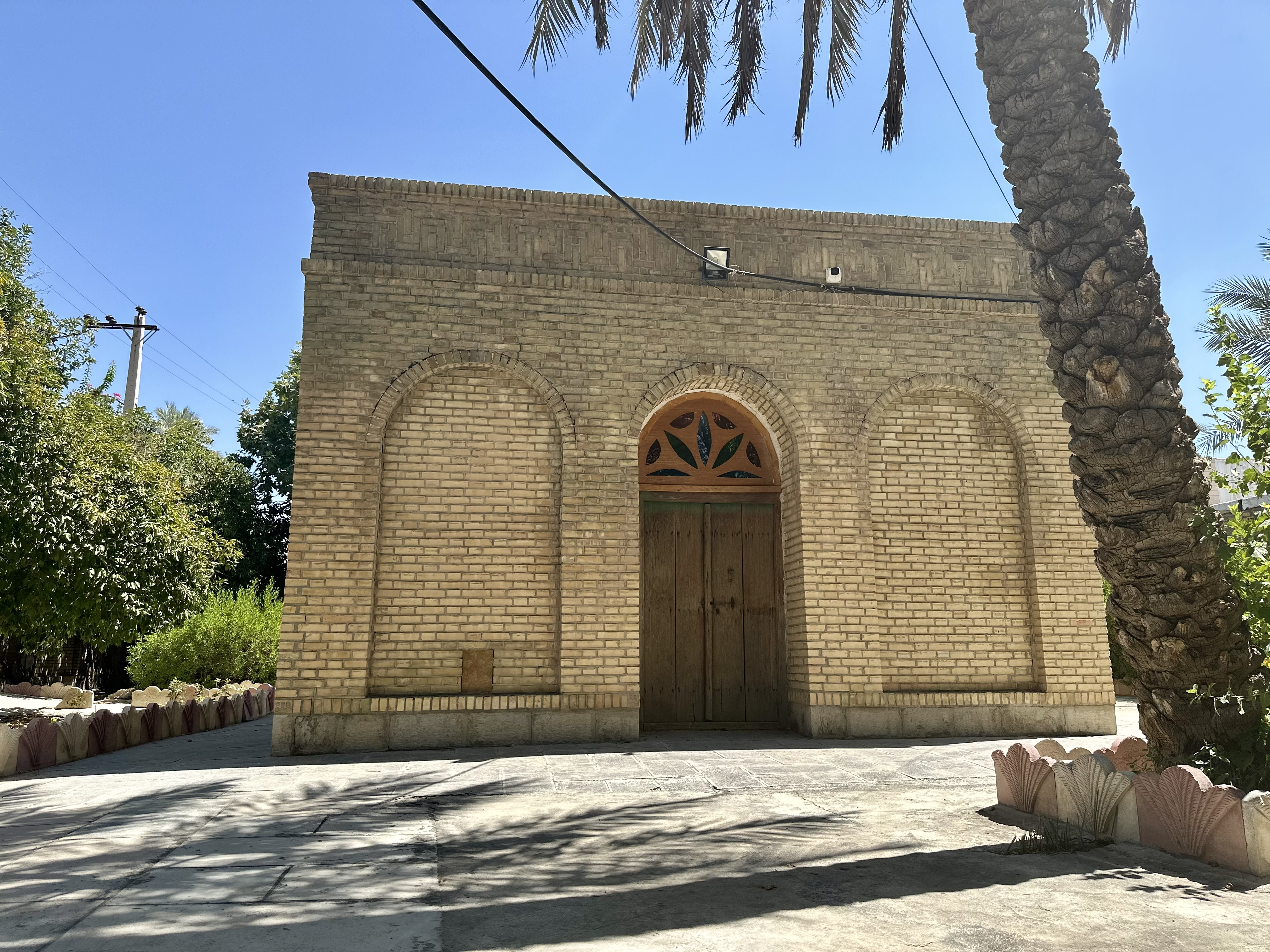
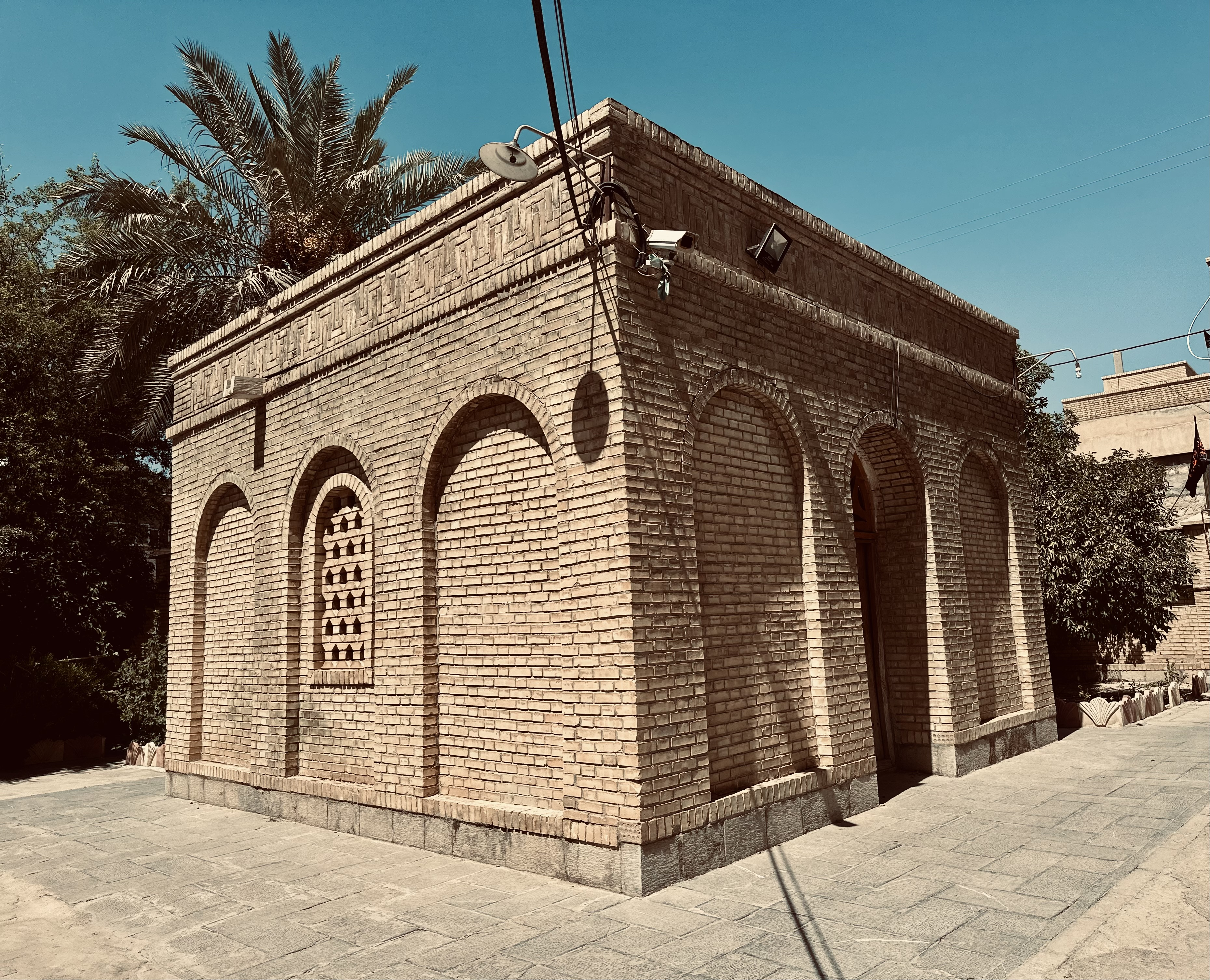
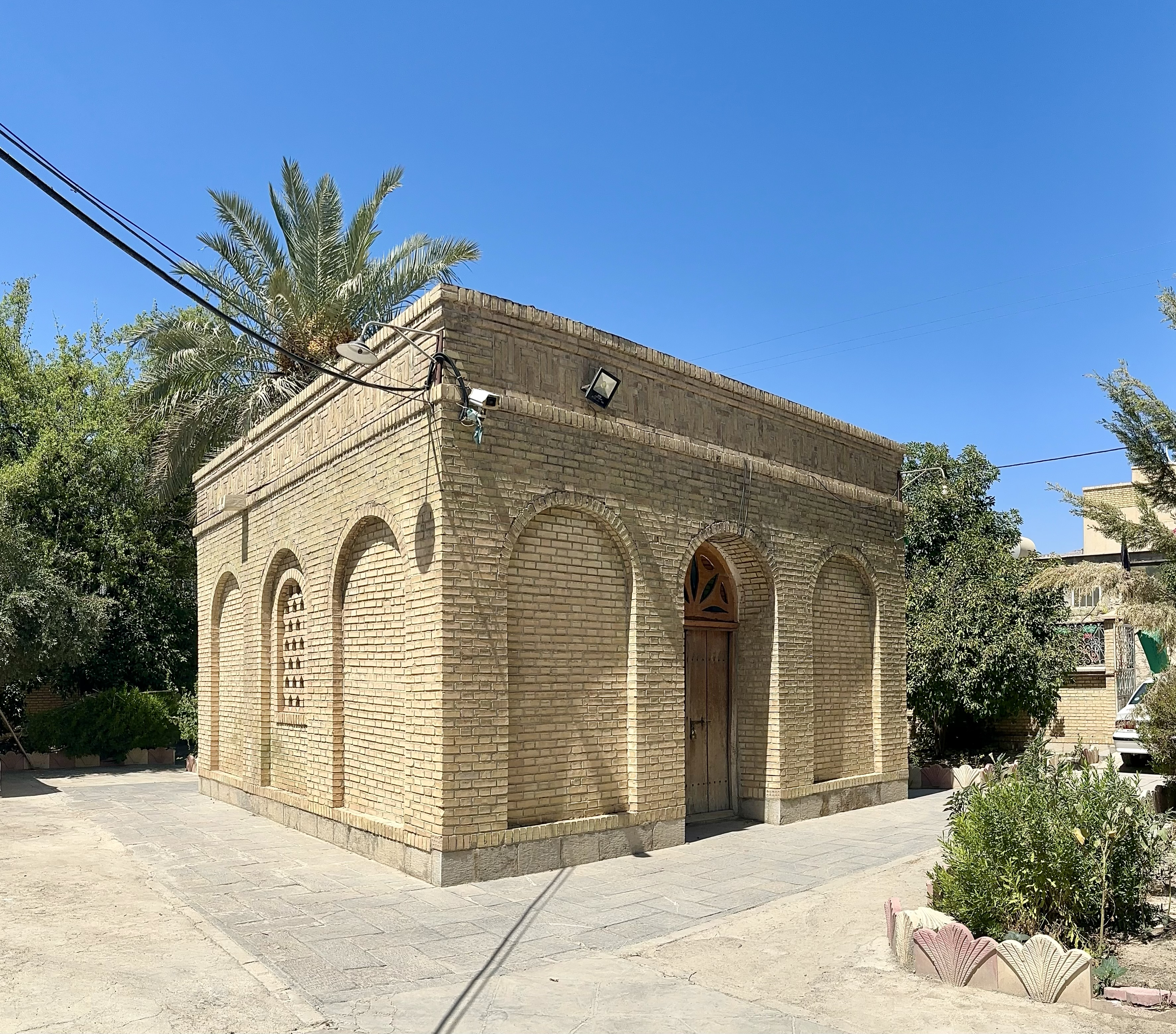